# Oonopoides pilosus
Oonopoides pilosus är en spindelart som beskrevs av Margareta Dumitrescu och Maria Georgescu 1983. Oonopoides pilosus ingår i släktet Oonopoides och familjen dansspindlar.
Artens utbredningsområde är Kuba. Inga underarter finns listade i Catalogue of Life.